# 前450年
| 千纪： | 前1千纪 |
| 世纪： | 前6世纪 \| 前5世纪 \| 前4世纪 |
| 年代： | 前480年代 \| 前470年代 \| 前460年代 \| 前450年代 \| 前440年代 \| 前430年代 \| 前420年代                                                                                               |
| 年份： | 前455年 \| 前454年 \| 前453年 \| 前452年 \| 前451年 \| 前450年 \| 前449年 \| 前448年 \| 前447年 \| 前446年 \| 前445年                                                                 |
| 纪年： | 周貞定王十九年 魯悼公十八年 齊宣公六年 晉哀公二年 趙襄子二十六年 秦厉共公二十七年 楚惠王三十九年 宋昭公十九年 衛敬公十五年 蔡侯齊元年 鄭共公五年 燕成公五年 越王不壽八年 杞出公十一年 |

## 大事記
- 迦太基人汉诺西远航非洲。
- 罗马共和国公布第一部成文法《十二铜表法》。將現行法律刻於十二塊銅牌，公示全國，規定個人權利，區分法律與命令，釐定軍事與民事範圍。
- 燕孝公去世，燕成公嗣位。

## 出生
- 列禦寇，中国战国道家代表人物
- 李悝，中国战国法家代表人物
- 阿尔西比亚德斯，古希臘喜劇劇作家、哲學家
- 基内西亚斯，古希腊雅典抒情（尤其是酒歌）诗人之一
- 摩訶帕德摩·難陀，古雅典政治家、演说家和将军

## 逝世
- 客蒙，古希臘雅典城邦的一位政治領袖
- 埃庇卡摩斯，古希臘喜劇劇作家、哲學家
- 麦拉尼皮德斯，古希腊米利都的酒歌诗人之一